# Трёхкоготные черепахи
Трёхкоготные черепахи (лат. Trionychidae) — семейство мягкотелых черепах.

## Описание

### Характерные признаки
Виды этого семейства обладают всеми наиболее типичными чертами подотряда, в первую очередь сильной редукцией костного панциря. Карапакс имеет окостеневшие центральные элементы, которые окружает широкая хрящевая кайма, у некоторых наиболее примитивных видов (индийская лопастная черепаха) армированная по краям небольшими краевыми костями. Пластрон же, напротив, окостеневает по краям, а в центре имеется широкое хрящевое поле. Пластрон соединён с карапаксом мягкой эластичной связкой. Панцирь обычно округлой или овальной формы, сильно уплощён. Роговые щитки отсутствуют, панцирь покрыт мягкой кожей, которая может быть гладкой, морщинистой или, реже, усеянной роговыми шипиками.
На каждой ноге — по три острых когтя на внутренних пальцах. Шея очень длинная. Роговые челюсти прикрыты своеобразными «губами» — толстыми кожистыми выростами. Конец морды вытянут в мягкий подвижный хоботок, на конце которого расположены ноздри.
Трёхкоготные черепахи — средних размеров и крупные черепахи. Длина карапакса Pelochelys cantorii может достигать 200 см. Большинство других видов имеют длину карапакса 20—60 см.

### Распространение
Распространены в Южной и Восточной Азии, Африке и Северной Америке. Центр их распространения лежит в Юго-Восточной Азии. На севере ареал семейства достигает юга Палеарктики: на западе — юго-востока Турции, на востоке — юга Дальнего Востока России.

### Образ жизни

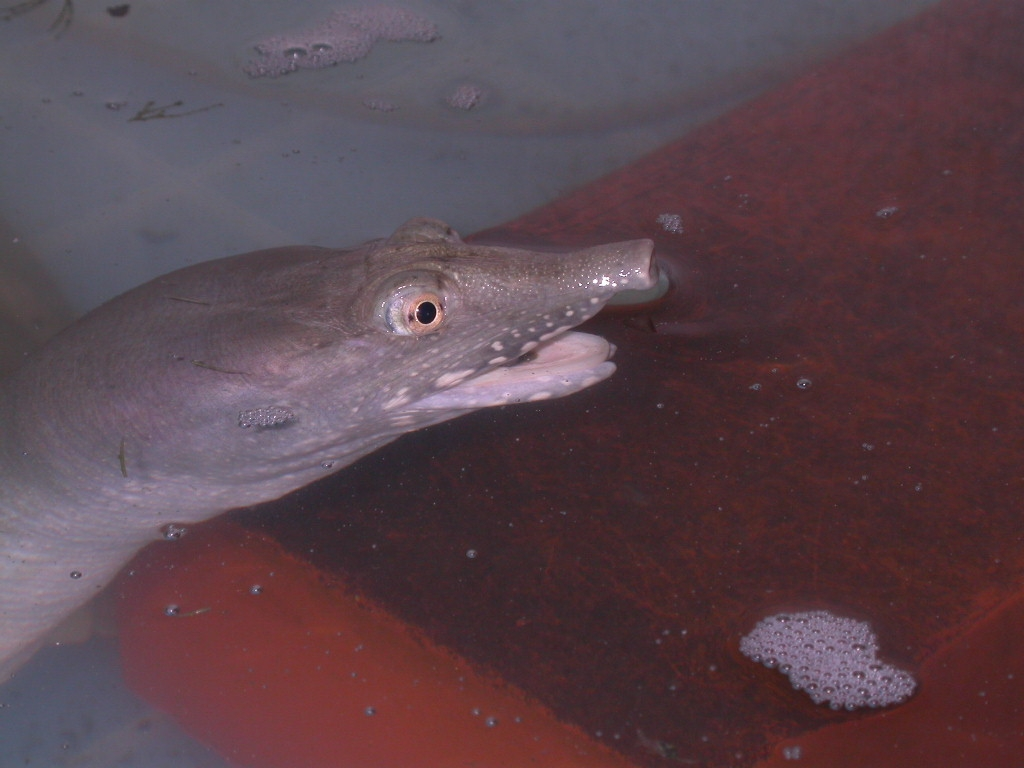
Голова и шея китайского трионикса (Pelodiscus sinensis)

Местом обитания трёхкоготным черепахам обычно служат пресные водоёмы, главным образом реки. Но они могут встречаться и в солоноватой воде лагун, эстуариев рек. Эти водные животные лишь изредка выползают на берег для непродолжительного баскинга или откладки яиц и никогда не уходят далеко от воды. Длинная шея и хоботок на конце морды позволяют черепахам дышать воздухом, вытянув шею и выставив из воды лишь ноздри. При этом черепаха не всплывает на поверхность и остаётся незаметной для хищников. В связи с водным образом жизни у трёхкоготных черепах, помимо воздушного дыхания, развит водный тип дыхания. Внутренняя поверхность их глотки усеяна нитевидными сосочками и ворсинками, которые пронизаны множеством капилляров, и здесь происходит поглощение кислорода непосредственно из воды. Такое дополнительное дыхание позволяет черепахам по много часов находится под водой, не поднимаясь на поверхность.
Эти черепахи хорошо плавают, но в случае необходимости способны также быстро бегать по суше (особенно молодые черепахи). Будучи пойманными, большинство видов семейства ведут себя очень агрессивно и сильно кусаются, иногда нанося серьёзные раны мощными челюстями с острыми роговыми краями. При этом длинная шея позволяет черепахе дотянуться до заднего края карапакса.
Охотятся трёхкоготные черепахи, как правило, из засады. Черепаха полностью зарывается в донный грунт, выставив из него только глаза и кончик морды, и хватает проплывающую мимо добычу быстрым движением головы. Ночью трёхкоготные черепахи могут охотиться, активно отыскивая пищу.

### Питание
Все трёхкоготные черепахи — хищники, питающиеся рыбой, земноводными, моллюсками, водными членистоногими. Крупные черепахи могут поедать водоплавающих птиц и мелких млекопитающих. Лишь изредка некоторые виды поедают растительную пищу.

### Размножение
Самцы отличаются от самок, как правило, более длинным и толстым хвостом.
Как и все черепахи, трёхкоготные черепахи откладывают яйца, которые помещают в гнездовые ямки, вырытые на берегу, а затем закапывают. Самки могут откладывать большое количество яиц и делать несколько кладок за сезон.
В отличие от многих других черепах, у большинства трёхкоготных температурно-зависимая детерминация пола не отмечена. Для по крайней мере двух видов, Pelodiscus sinensis и Apalone spinifera, идентифицированы половые хромосомы ZW-типа.

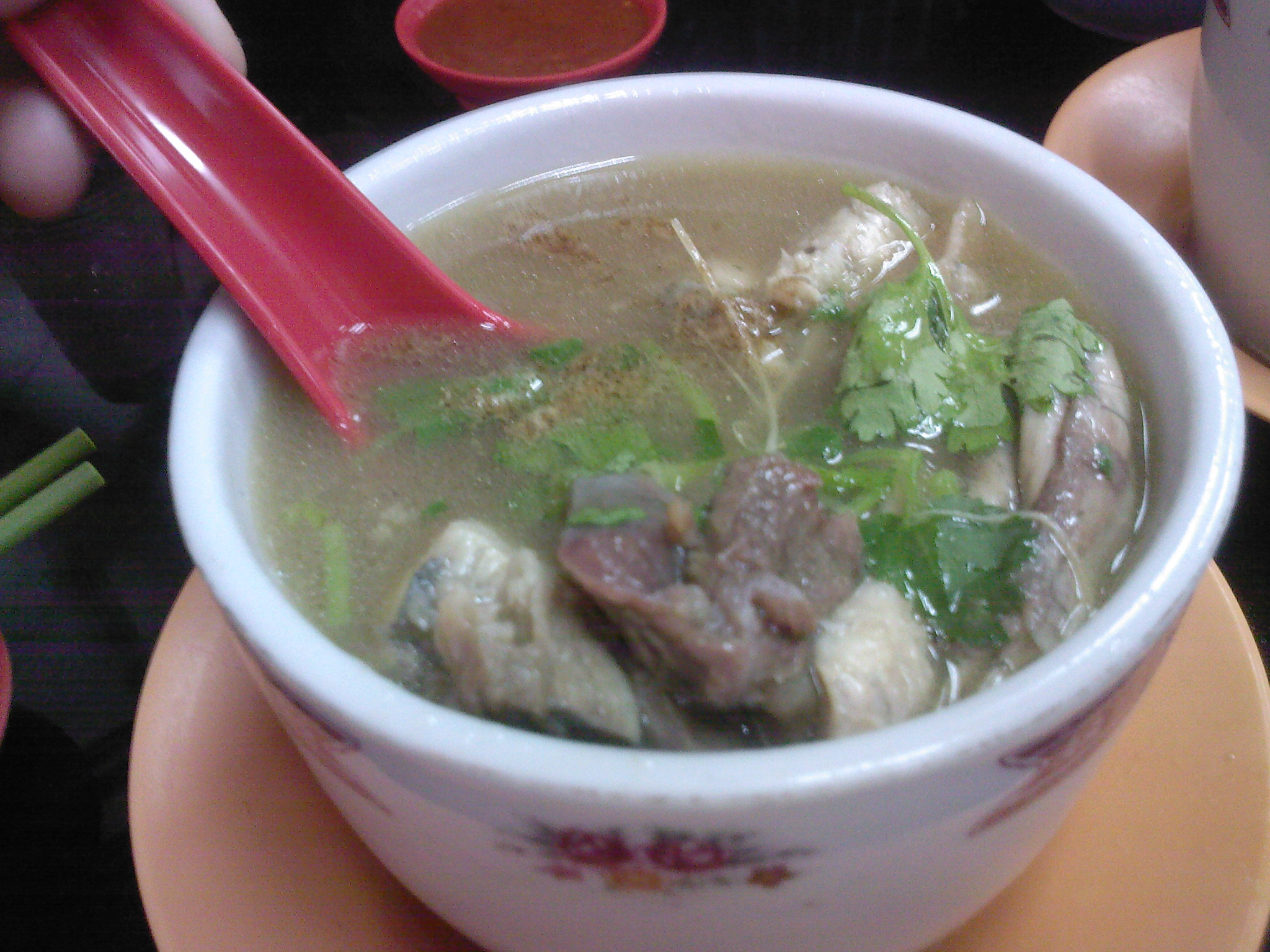
Суп из дальневосточной черепахи считается деликатесом китайской кухни

## Значение для человека
Мясо и яйца многих трёхкоготных черепах охотно употребляются в пищу местным населением или идут на экспорт в другие страны. Китайского трионикса для этих целей в Азии специально разводят в прудах и интродуцировали на Гавайские и некоторые другие океанические острова.
Некоторые виды трёхкоготных черепах играют определённую роль в культуре местных жителей и считаются священными животными (например, тёмный трионикс). Китайские триониксы изображались на эфесах катан (самурайских мечей), возможно, из-за готовности этих агрессивных черепах к обороне.

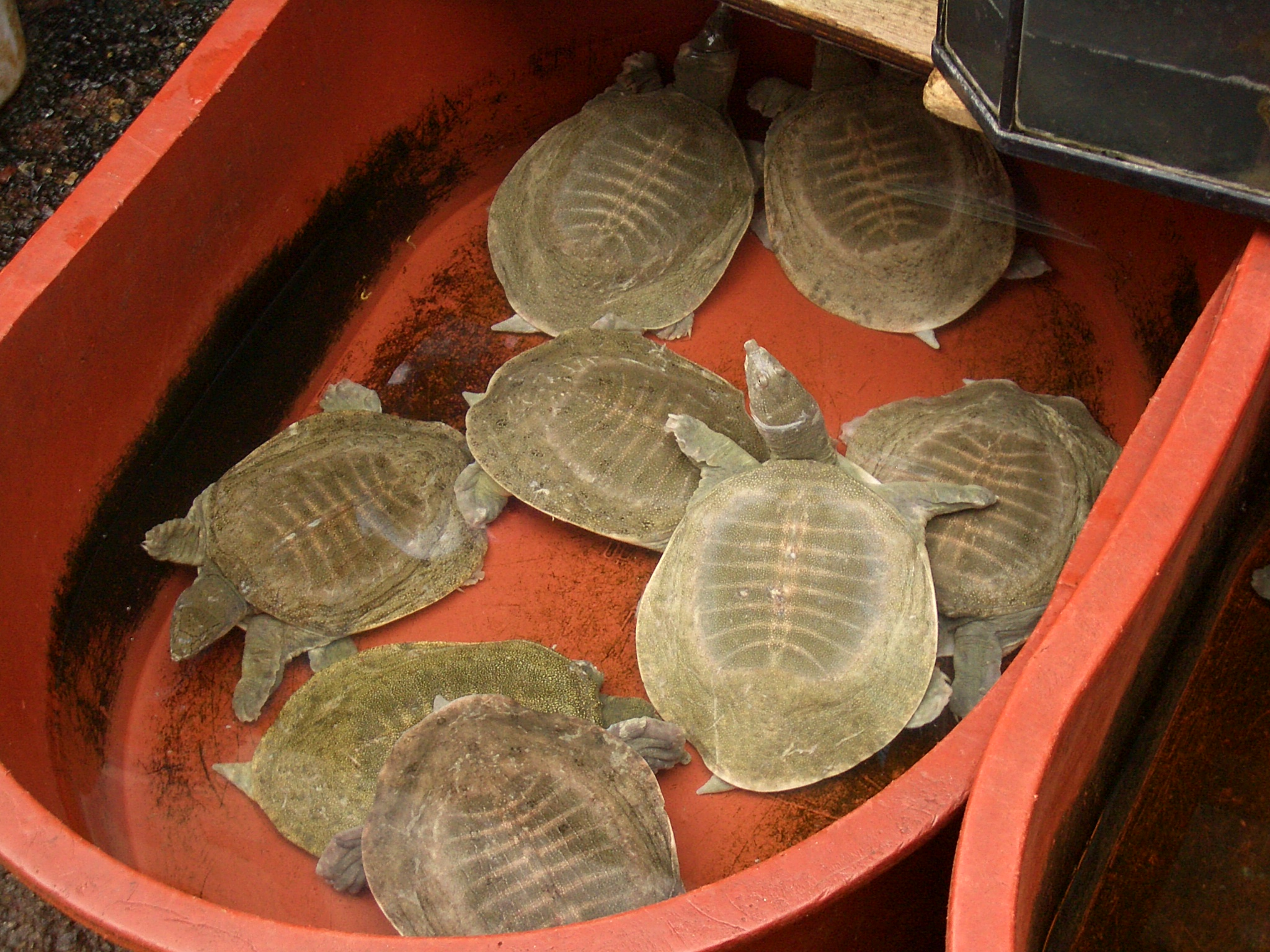
Трёхкоготные черепахи на продовольственном рынке в Сеуле.

## Охранный статус
Все виды семейства нуждаются в охране. К снижению численности приводит разрушение местообитаний и неконтролируемый отлов черепах.
В Красную книгу МСОП включён один вид — тёмный трионикс (Nilssonia nigricans). В Приложение I Конвенции о международной торговле видами (CITES) внесены четыре вида: гангский трионикс (Aspideretes gangeticus), глазчатый трионикс (A. hurum), чёрный трионикс (Apalone ater) и тёмный трионикс (Nilssonia nigricans). В Приложение II включены индийская лопастная черепаха (Lissemys punctata), большая мягкотелая черепаха (Pelochelys bibroni), узкоголовые черепахи (Chitra). В Приложение III включён африканский трионикс (Trionyx triunguis). Дальневосточная черепаха (Pelodiscus sinensis) занесена в Красную книгу РФ.

## Эволюция и палеонтология

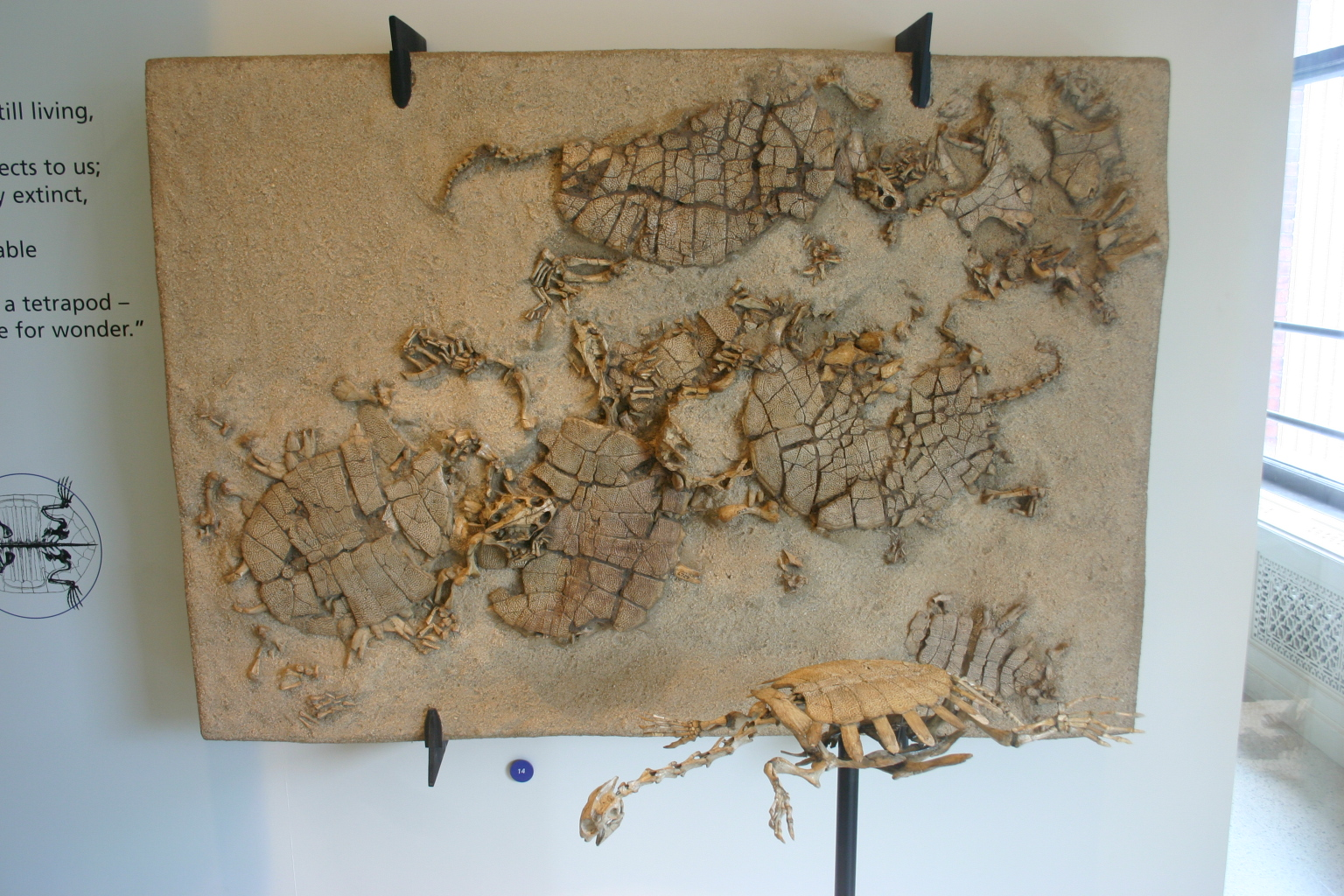
Скелеты ископаемой трёхкоготной черепахи Amyda gregaria из среднего олигоцена Внутренней Монголии.

Древнейшие Trionychidae известны из раннего мела Азии. Sinaspideretes wimani из поздней юры Китая, иногда рассматриваемый как древнейший представитель трионихид, возможно, относится к двухкоготным черепахам Carettochelyidae. В позднем мелу трёхкоготные черепахи проникли в Северную Америку, а начиная с палеоцена распространились более широко. Они неизвестны в Антарктике, однако их ископаемые остатки были найдены в Южной Америке (плиоцен Венесуэлы), Австралии (верхний кайнозой, вероятно, миоцен) и Европе, где эти черепахи отсутствуют сегодня. В Европе Trionychidae существовали с палеоцена до плиоцена, а в Италии, возможно, дожили до нижнего плейстоцена.
Обильные находки позднемеловых и кайнозойских трёхкоготных черепах были найдены в Азии.
Trionychidae делятся на 3 подсемейства: Cyclanorbinae, Plastomeninae и Trionychinae. Лопастные черепахи (Cyclanorbinae) известны из нижнего миоцена Саудовской Аравии, плиоцена Африки и Индии, сегодня обитают в Африке к югу от Сахары, на Индийском субконтиненте и в Бирме (Мьянме). Черепахи из этого подсемейства характеризуются очень массивным окостеневшим карапаксом, слитыми гио- и гипопластроном и прикрывающими задние конечности и хвост клапанами в задней части пластрона, которые, вместе с подвижной передней частью пластрона, делают возможным замыкание панциря. Вымершее подсемейство Plastomeninae известно в Северной Америке с верхнего мела до палеоцена. По мнению В. М. Чхиквадзе, к Plastomeninae принадлежат находки из палеогена Казахстана. Пластрон представителей этого подсемейства полностью окостеневший, а неокостеневшее поле в середине пластрона мало или отсутствует. В третье подсемейство собственно трёхкоготных черепах (Trionychinae) включены все остальные виды семейства, у которых костные элементы пластрона слабо связаны между собой.

## Классификация
- подсемейство Cyclanorbinae — лопастные черепахи
  - род Cyclanorbis — африканские лопастные черепахи
    - Cyclanorbis elegans — африканская лопастная черепаха
    - Cyclanorbis senegalensis — сенегальская лопастная черепаха

  - род Cycloderma — циклодермы
    - Cycloderma aubryi — красноспинная лопастная черепаха
    - Cycloderma frenatum — сероспинная лопастная черепаха

  - род Lissemys — индийские лопастные черепахи
    - Lissemys punctata — индийская лопастная черепаха
    - Lissemys scutata
- подсемейство Trionychinae — трёхкоготные черепахи
  - род Amyda
    - Amyda cartilaginea
    - Amyda nakornsrithammarajensis

  - род Apalone
    - Apalone ferox — злой трионикс
    - Apalone mutica — гладкий трионикс
    - Apalone spinifera — колючий трионикс

  - род Chitra — узкоголовые черепахи
    - Chitra chitra
    - Chitra indica — узкоголовая черепаха
    - Chitra vandijki

  - род Dogania — догании
    - Dogania subplana — догания

  - род Nilssonia
    - Nilssonia formosa — красивый трионикс
    - Nilssonia gangetica — гангский трионикс
    - Nilssonia hurum — глазчатый трионикс
    - Nilssonia leithii
    - Nilssonia nigricans — тёмный трионикс

  - род Palea
    - Palea steindachneri

  - род Pelochelys — большие мягкотелые черепахи
    - Pelochelys bibroni — большая мягкотелая черепаха
    - Pelochelys cantorii
    - Pelochelys signifera

  - род Pelodiscus — дальневосточные черепахи
    - Pelodiscus parviformis
    - Pelodiscus sinensis — дальневосточная черепаха

  - род Rafetus
    - Rafetus euphraticus — евфратский трионикс
    - Rafetus swinhoei

  - род Trionyx — триониксы
    - Trionyx axenaria
    - Trionyx triunguis — африканский трионикс

  - род † Plastomenus
  - род † Khunnuchelys[4]
  - род † Palaeoamyda

## Галерея

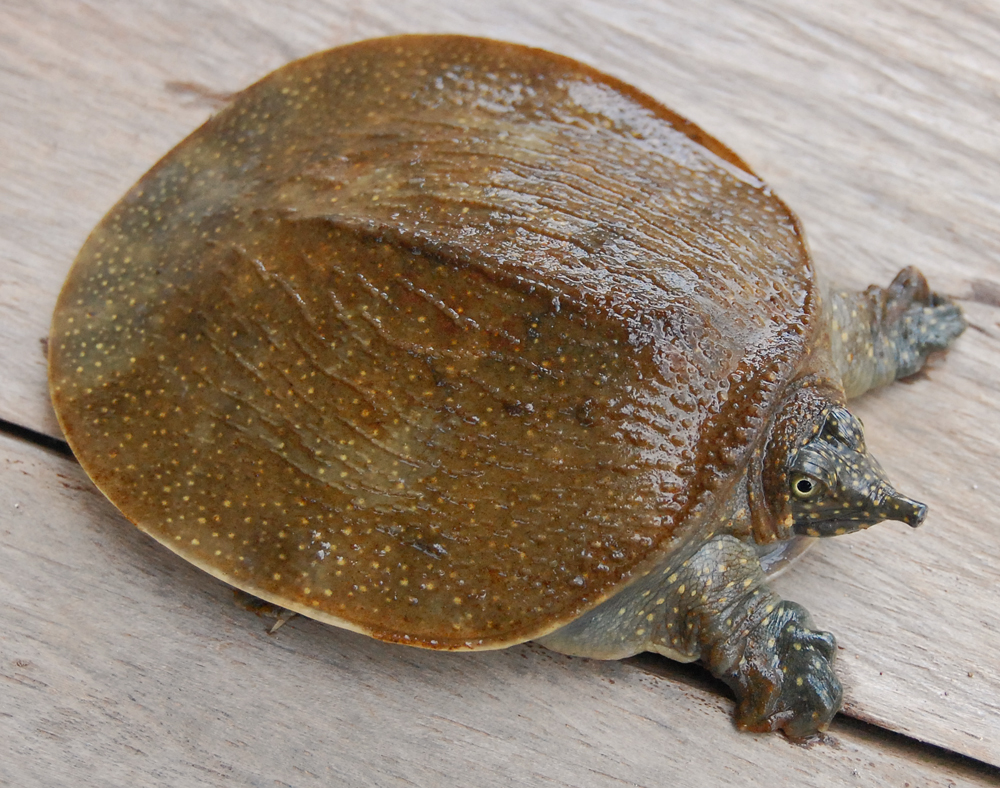
Amyda cartilaginea
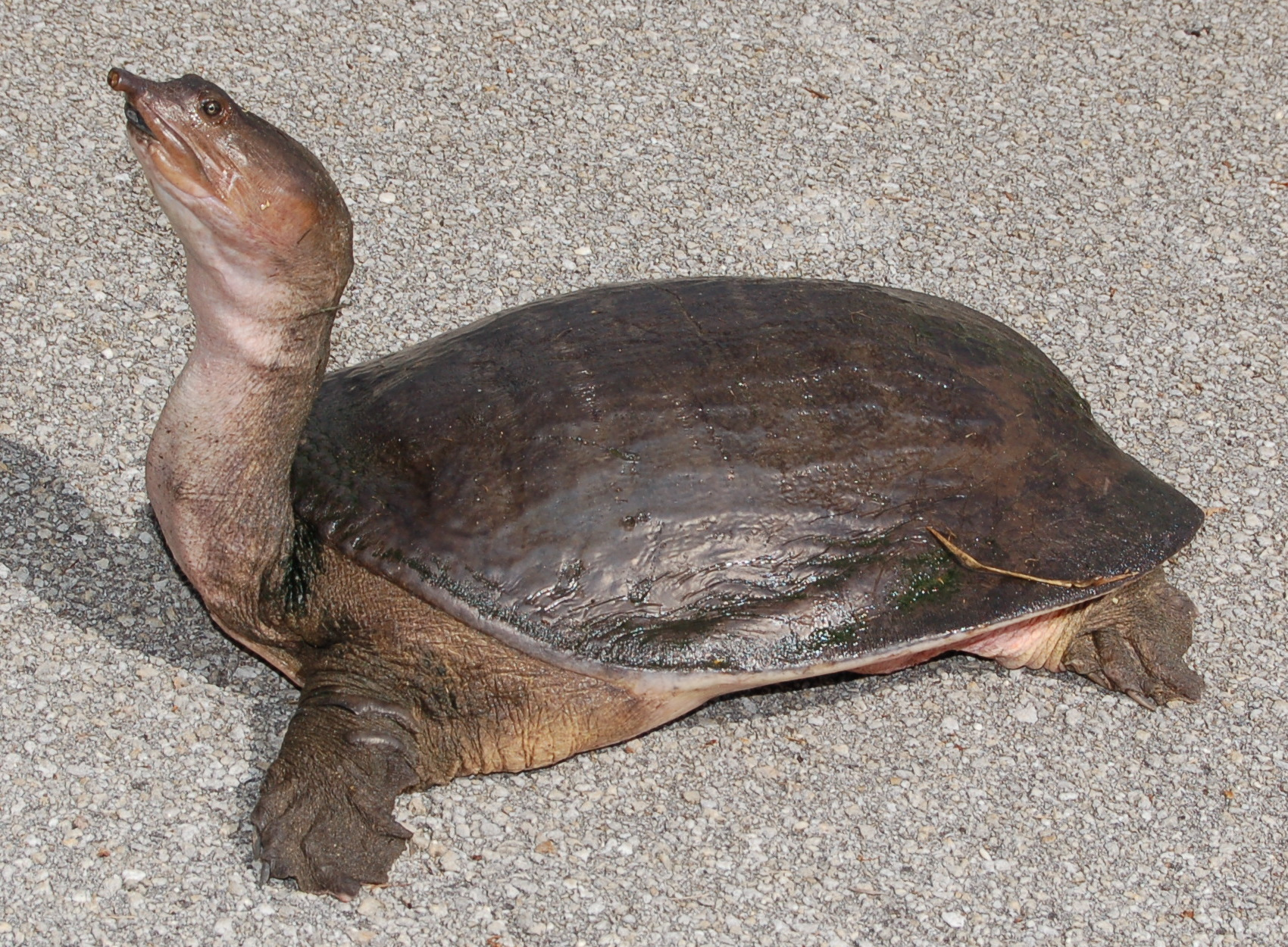
Apalone ferox
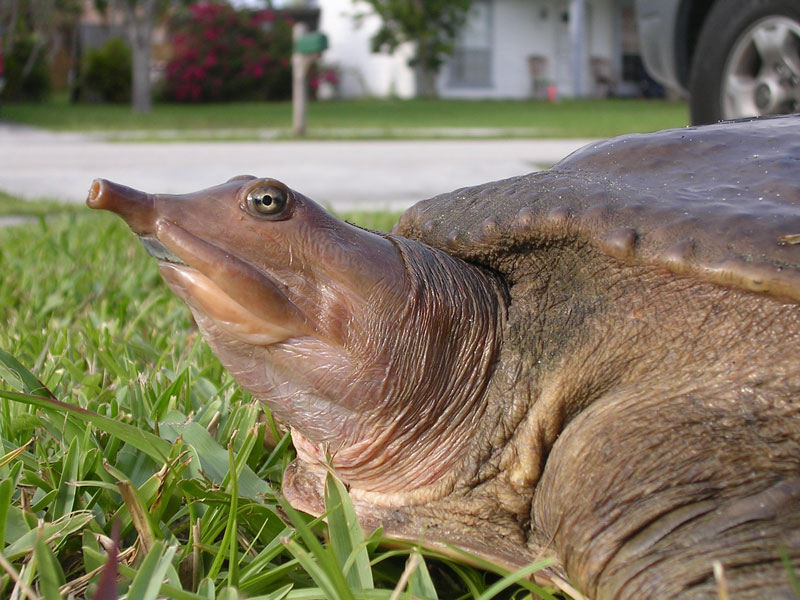
Apalone spinefera
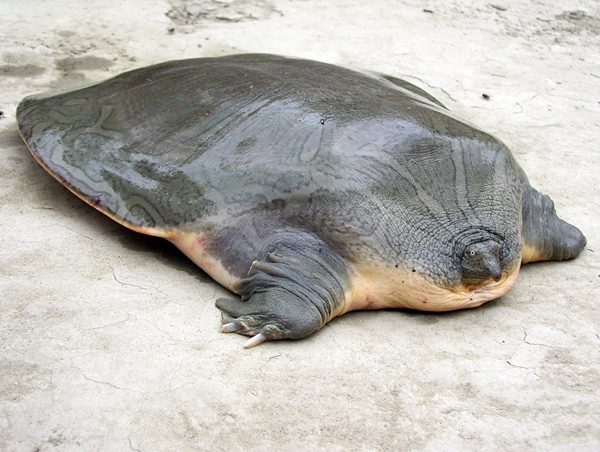
Chitra indica
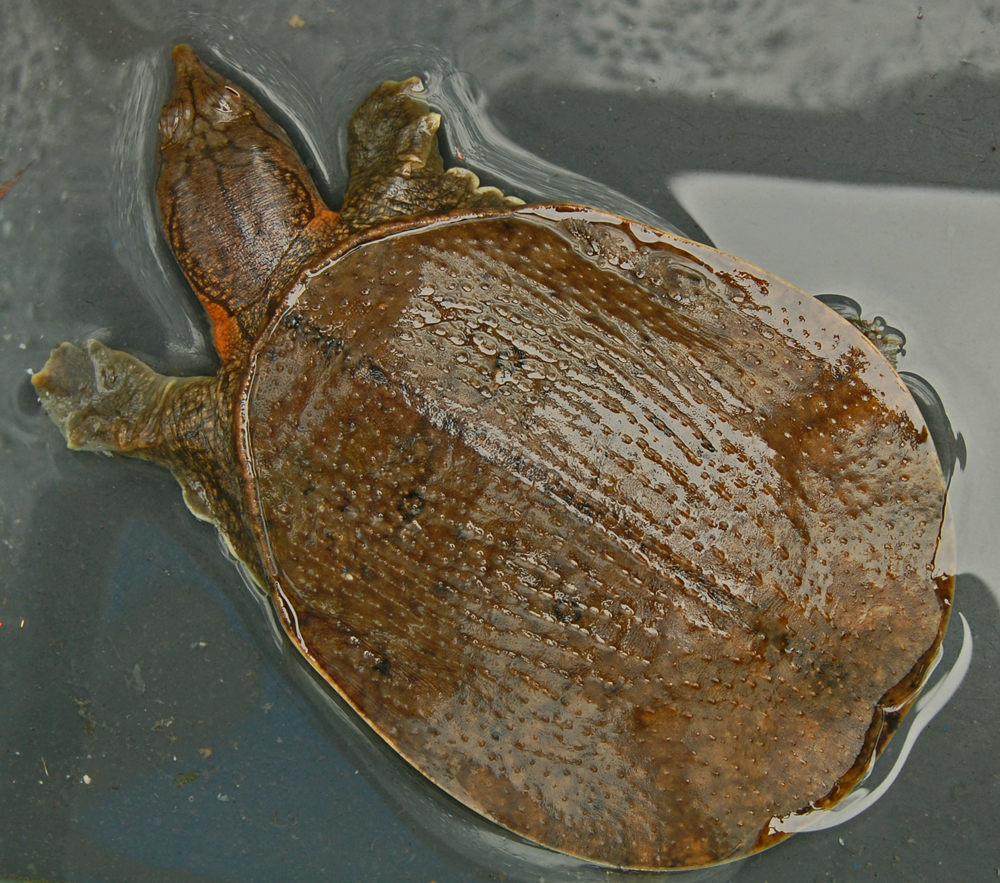
Dogania subplana
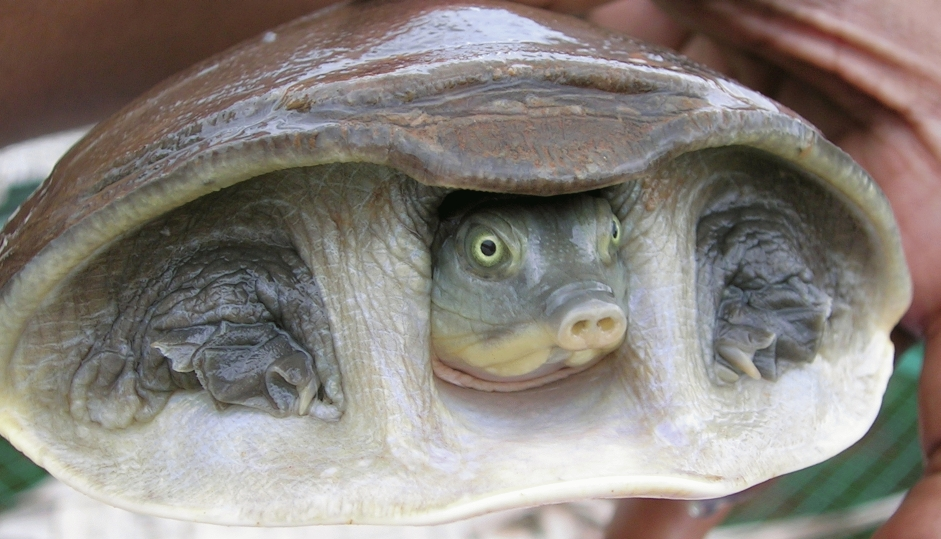
Lissemys punctata
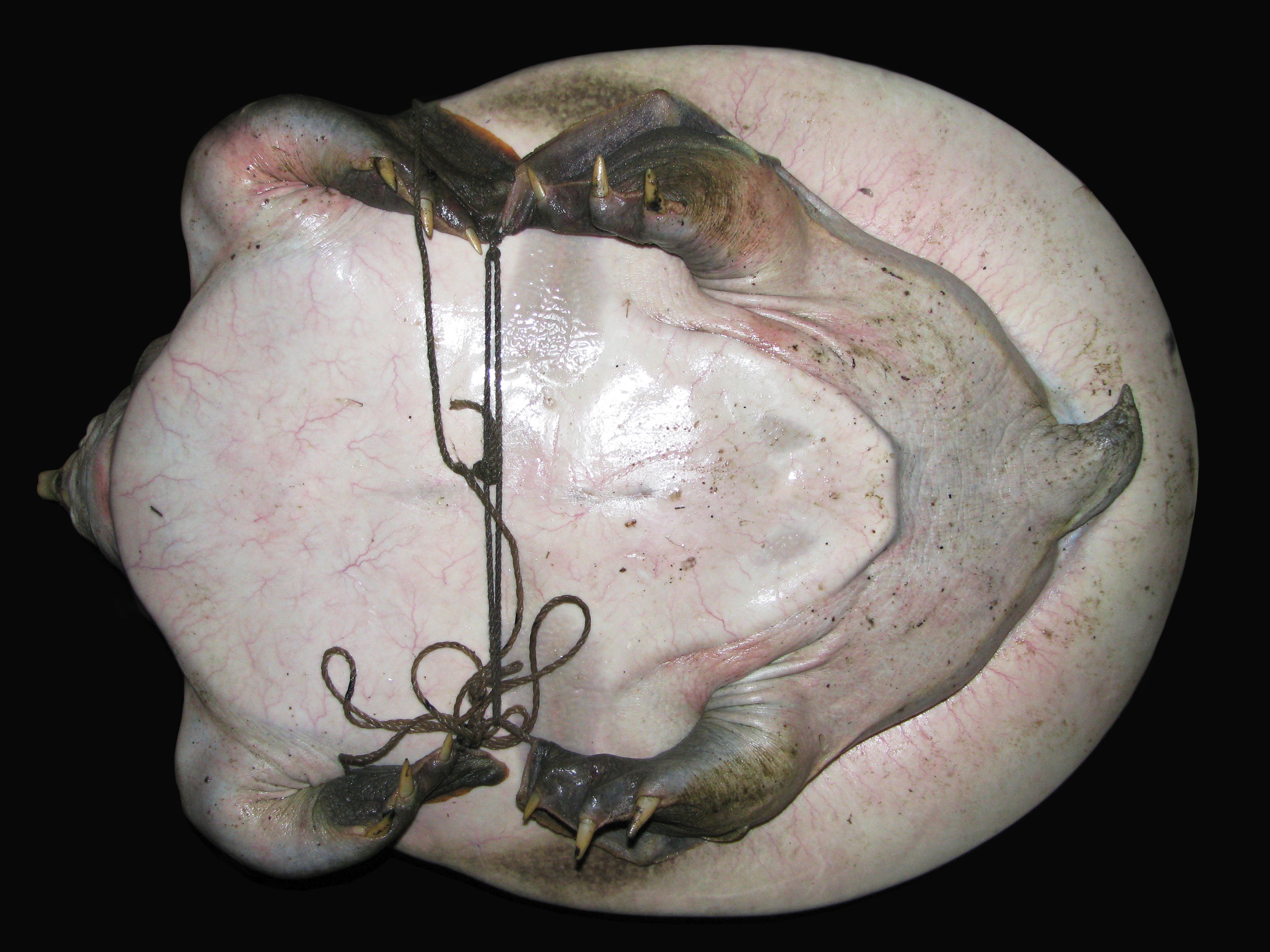
Nilssonia gangetica
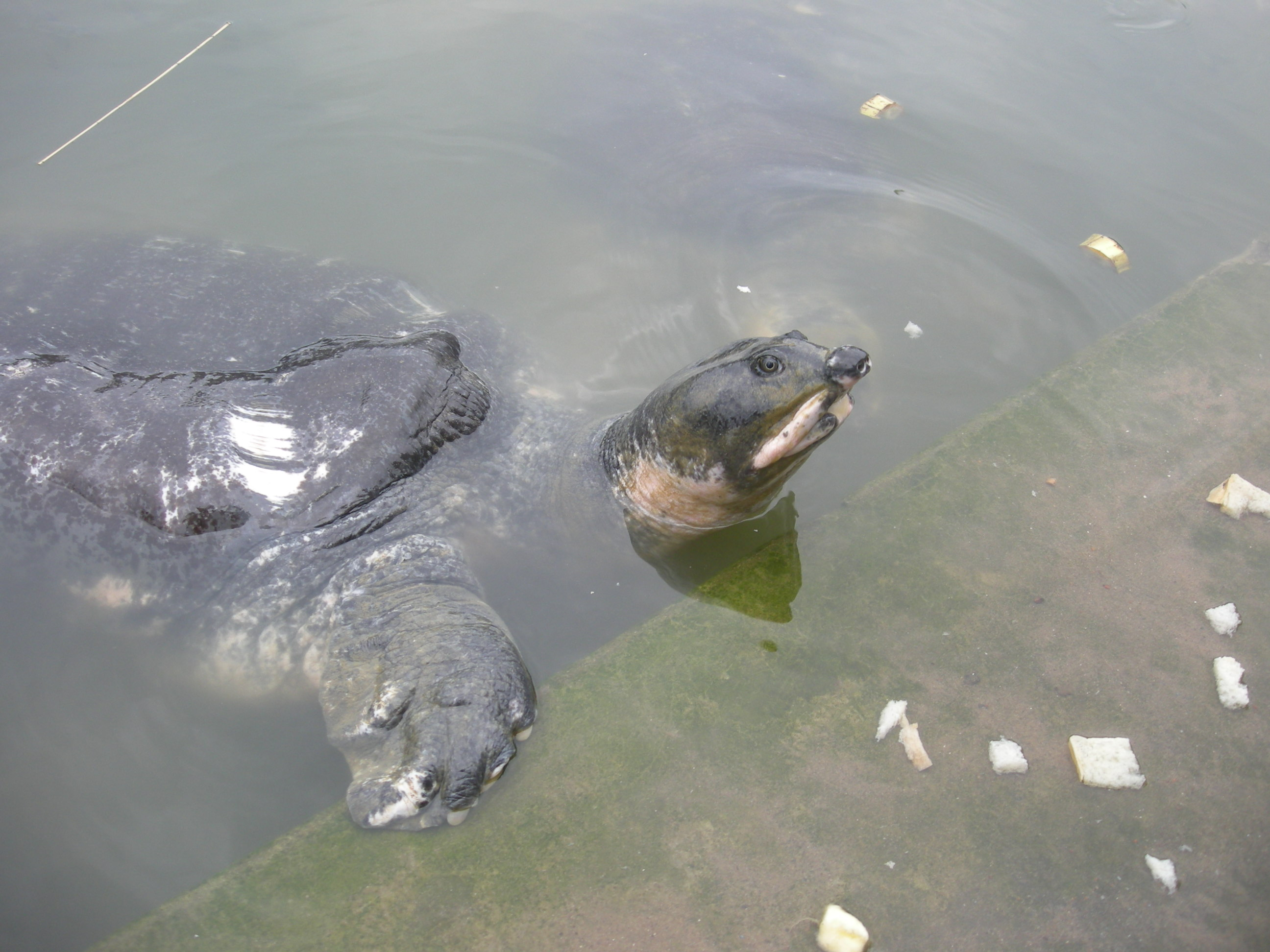
Nilssonia nigricans
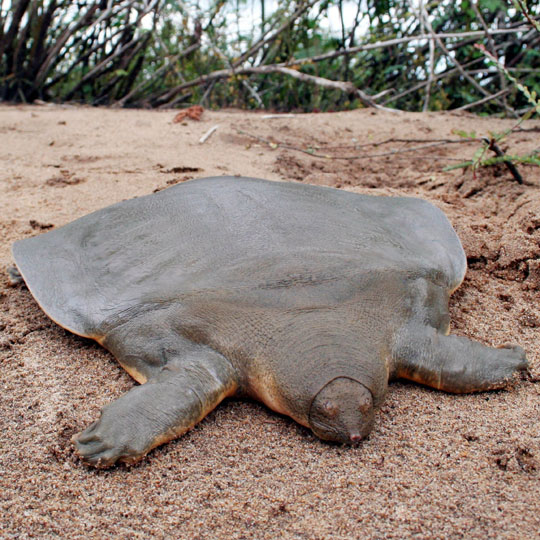
Pelochelys cantorii
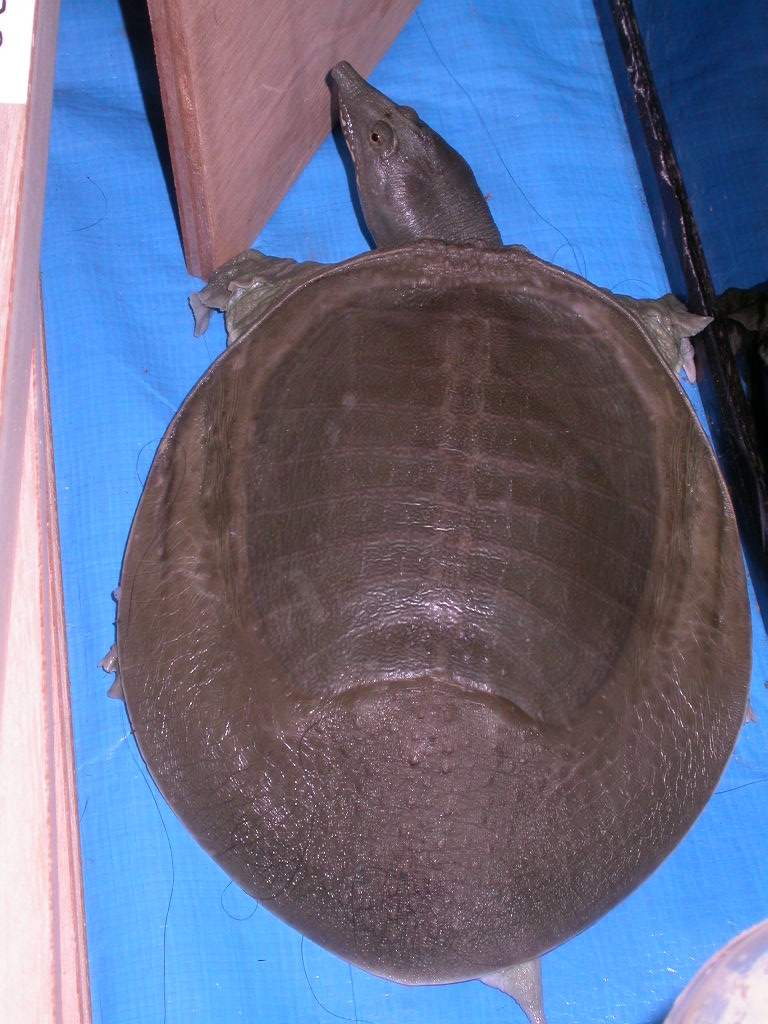
Pelodiscus sinensis
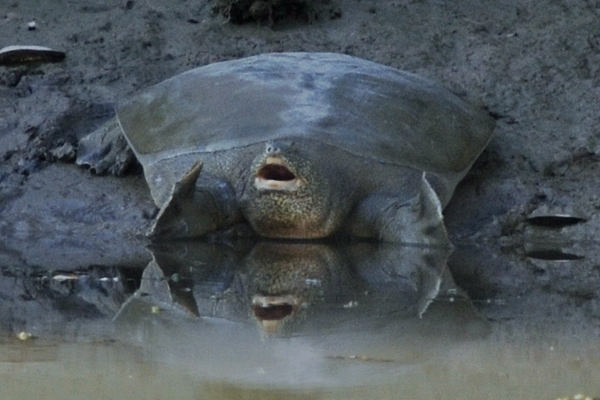
Rafetus euphraticus
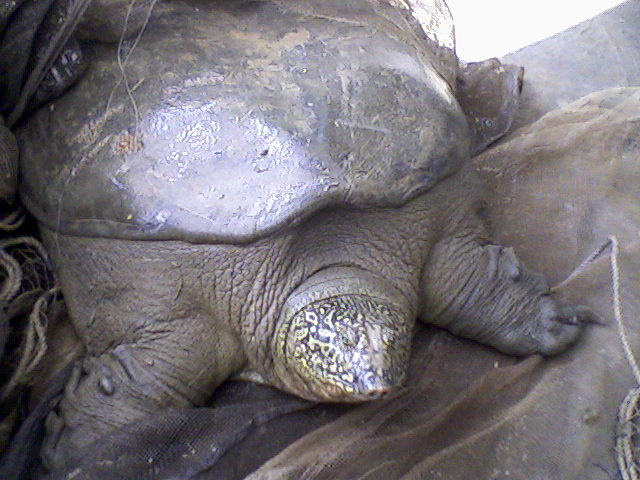
Rafetus swinhoei
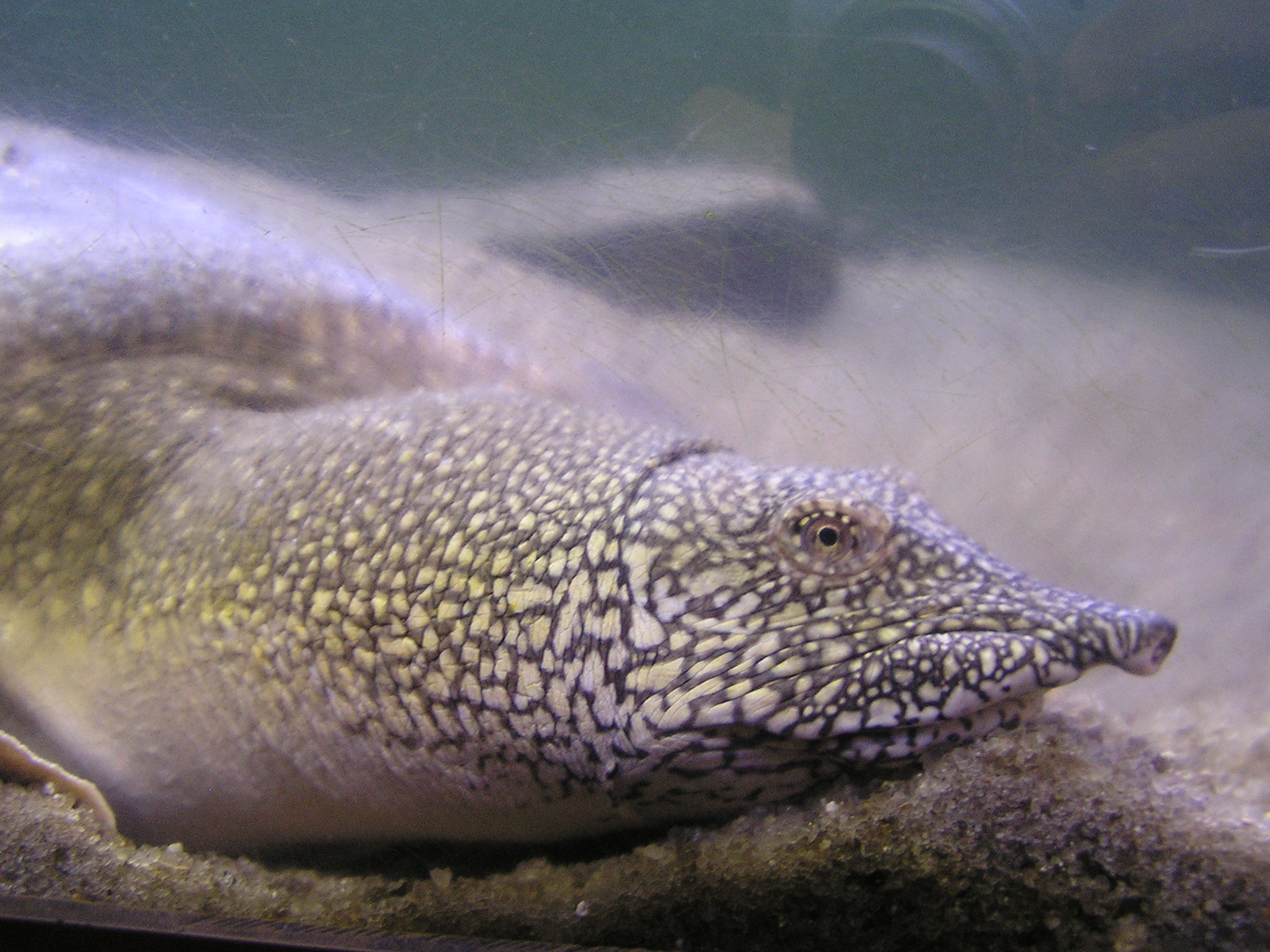
Trionyx triunguis